# Cuisson à la vapeur

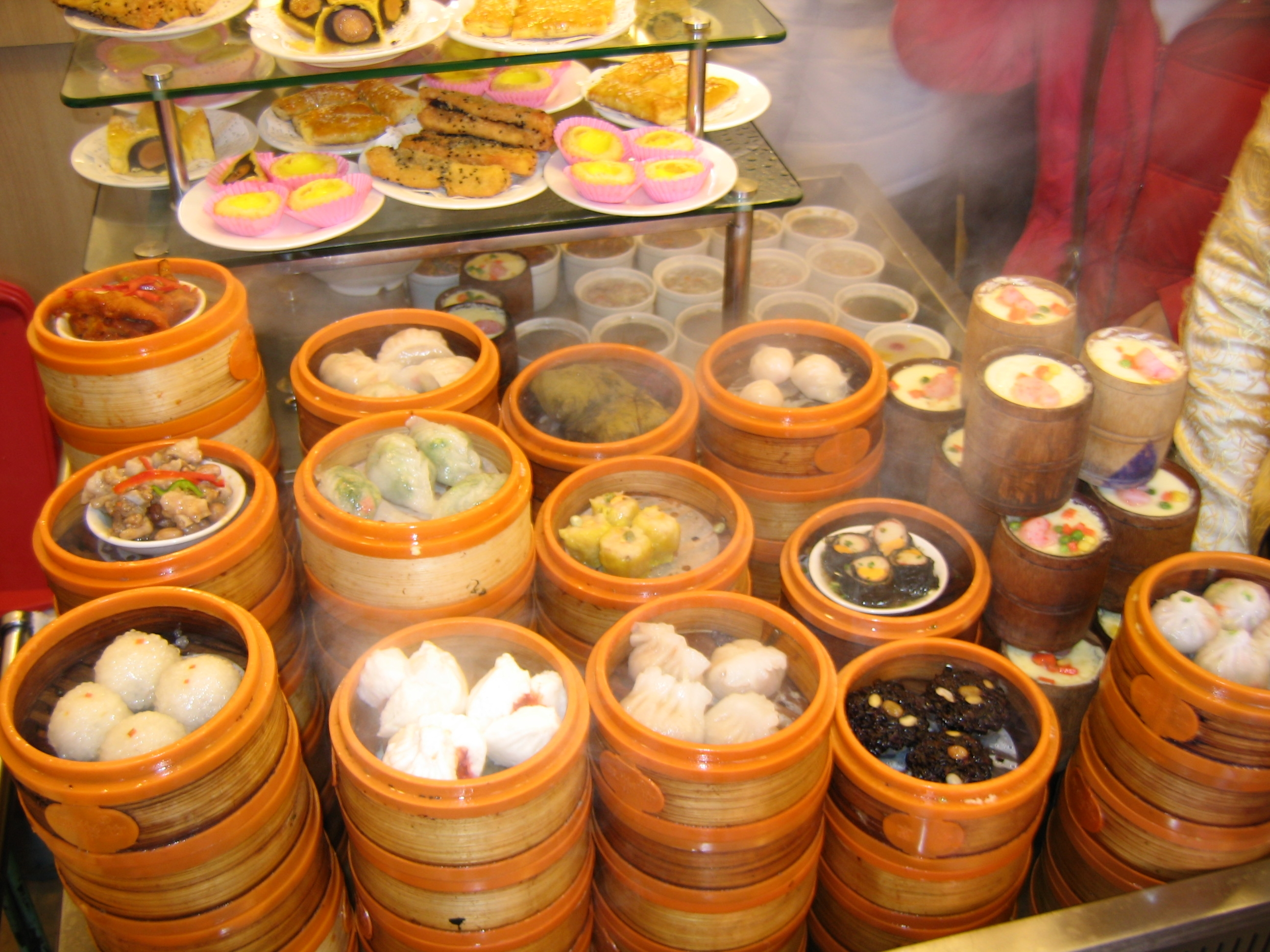
Plats cuits à la vapeur à Shanghai.

La cuisson à la vapeur est un mode de cuisson très ancien dans lequel la vapeur d'eau est utilisée comme gaz caloporteur. Les aliments sont déposés dans un ou plusieurs compartiments placés au-dessus d'une eau bouillante qui peut être aromatisée ou d'un bouillon.
Elle présente de nombreux avantages sanitaire, organoleptique, présentation des aliments, nutrition.

## Dénomination
Le terme est parfois employé pour des cuissons à l’étouffée avec vaporisation confinée, comme dans le four traditionnel tahitien Ahi ma'a, méthode de cuisson qui est antérieure à l'invention de la poterie, dont il existe des preuves archéologiques au Japon par exemple, où elle est nommée 石蒸し調理 (cuisson à la vapeur aux pierres), au Pérou pachamanca ou chez les Maori. Il ne s'agit pas d'une cuisine à la vapeur au sens propre mais d'une cuisson en papillote sur des pierres chauffées à plus de 100 °C.

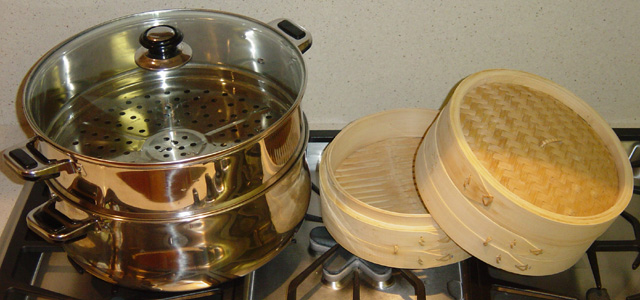
Deux paniers de cuiseurs à vapeur. À gauche modèle en métal, à droite en bambou.

En chinois 蒸 (Zhēng), en japonais 蒸, et en coréen 찌기 (jjigi), signifient à la fois vapeur et cuisson à la vapeur. En anglais steaming conversion du nom steam vapeur, en allemand dämpfen conversion du nom Dämpf vapeur sont des verbes qui signifient cuire à la vapeur, en espagnol cocción al vapor s'abrège en al vapor, en italien cottura a vapore ne s’abrège pas.

## Principe

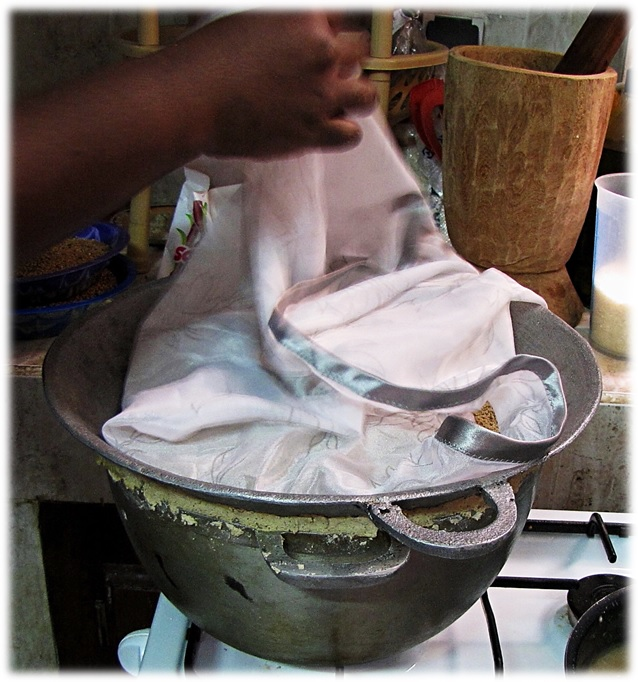
cuisson à la vapeur du millet en Corée.

Un récipient ou un générateur de vapeur contient de l'eau ou du bouillon portés à ébullition, les aliments en sont isolés dans un compartiment de cuisson. La vapeur le traverse et les cuit.
Il existe 4 techniques éprouvées :
- la vapeur sous pression atmosphérique (« à pression nulle » selon le terme utilisé par Jacques Manière)[4],
- sous pression en autocuiseur, souvent avec 2 niveaux de pression (jusqu'à 140°)[5]. La température de cuisson s'élève avec la pression : 1.5 bar correspond à une température de vapeur saturante de 112 °C[6]. Les fours vapeurs professionnels, avec une cuisson plus rapide et un meilleur rendement énergétique[7].
- en dépression ou à pression négative inférieure à la pression atmosphérique. L'expression cuisson sous vide à la vapeur (aliment emballé dans un sac vide d'air cuit à la vapeur) ne doit pas être confondue avec la distillation sous vide (extraction par un fluide supercritique) froide qui est utilisée pour produire des extraits de haute qualité recherchés en gastronomie. La cuisson à la vapeur et sous vide améliorent significativement le profil volatil du bar européen[8],
- la vapeur à très haute température (400 °C) est utilisée en cuisine et conservation industrielle, en anglais Superheated Steam (SHS) Oven. Elle présente un intérêt sur la teneur finale en acides gras monoinsaturés des viandes et poissons[9],

et des techniques durables encore expérimentales (2024) à partir de parabole solaire. 
En Chine, on distingue 3 sortes de cuisson à la vapeur, selon la puissance de feu et la durée du séjour dans la vapeur :
- La cuisson rapide (eau bouillante et cuisson courte) pour le poisson,
- La cuisson lente et longue (eau bouillante, 2 ou 3 heures de cuisson) pour les viandes,
- La cuisson lente moyenne (eau à frisante, durée intermédiaire qui maintient la fraîcheur et la forme de la pièce à cuire) pour les œufs ou les pâtes à pain par exemple.

Et au moins 2 types de préparation : la cuisson à la vapeur simple qingzheng (cuire à la vapeur directement) et la cuisson à la vapeur dans un enrobage de farine fenzheng.
Au Japon, on distingue  蒸し焼き mushiyaki enlever le couvercle en fin de cuisson, feu coupé et 蒸らし murashi terminer la cuisson à couvert feu coupé, nuances de fin de cuisson du riz.

## Histoire

### Probablement originaire de l'est du vieux monde
Il est vraisemblable que l'origine de cette technique avec des ustensiles adaptés est en lien avec la cuisson des céréales (riz, millet). Selon l’hypothèse des chercheurs chinois la cuisson à la vapeur aurait été la première méthode pour cuire du riz et en faire une bouillie, il y a environ 10 000 ans. 

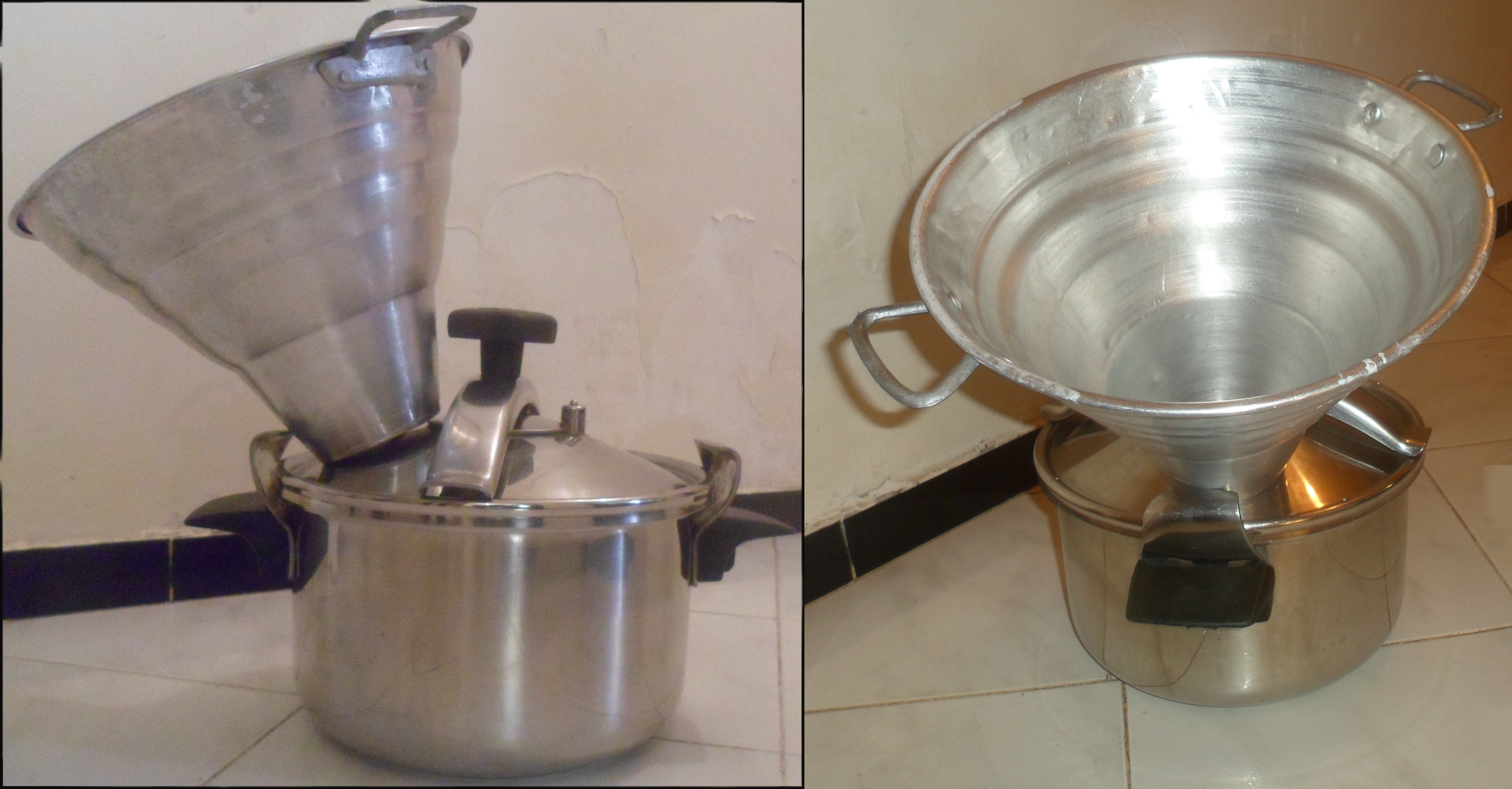
Autocuiseur utilisé comme source de vapeur pour cuire la semoule de couscous.

Les premiers textes datent de la période Chou. L'archéologie produit des traces de marmites pour la cuisson à la vapeur dès la poterie inventée. La première poterie de cuiseur vapeur date d'environ -5000 BC. Les bouillies de céréales sont réalisées à la vapeur dans des vases zeng et yan spécialement conçus à cet effet. Parmi les 20 méthodes de cuisson chinoises, la cuisson à la vapeur est toujours largement employée, elle y tient la même place que les rôtissages ont en Occident. L'ustensile de cuisson est un chaudron sur lequel on place un panier en lattes de bambou, le tout recouvert d'un couvercle.
La cuisson à la vapeur est également néolithique dans le sud du continent, en Inde, et au Proche-Orient,. Dans la Bible (Pentateuque), le mot hébreu נא, employé dans Exode, 12, 9 et généralement traduit « à demi cuit », a été interprété par les rabbins médiévaux comme désignant une sorte de cuisson à la vapeur qui remonterait au XIIe siècle,. À l'ouest du vieux monde, le couscoussier est l'ustensile de cuisson à la vapeur de la semoule de blé dur au Maghreb (couscous), du mil et du sorgho en Afrique. Il est présent dans la tombe de Massinissa (238 à 149 av. J.-C.), est adopté en Afrique de l'ouest à la fin du premier millénaire de notre ère, on le retrouve au Moyen Âge arabo-andalou, fait de 2 récipients en céramique,,. Une autre méthode se rencontre de l'Asie centrale à Al-Andalus, le dakibiryân persan - shawi al-qidr en arabe - qui est une sorte de couscous inversé : dans un haut pot un croisillon d'osier supporte de la viande de mouton, après cuisson à la vapeur le résidu de l'eau de cuisson (parfumé de cannelle et de galanga) sert à cuire une céréale, généralement du riz,.

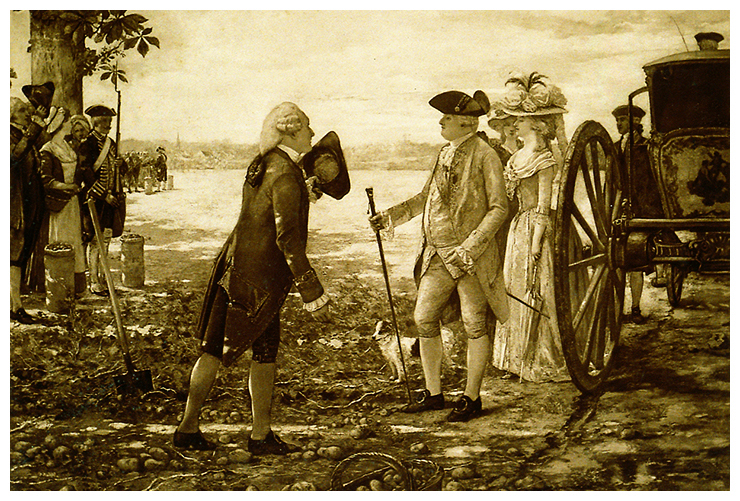
Parmentier est passé à la postérité pour avoir fait connaitre la pomme de terre en France. C'est aussi à lui que l'Europe doit la cuisson à la vapeur.

### Influence du nouveau monde et de la pomme de terre
Jacques Manière fait remonter l'histoire de la cuisson à la vapeur en Europe aux travaux de Denis Papin et son cuiseur à la vapeur ou bain marie à vis (ancêtre de l'autocuiseur). Papin avait expérimenté ce mode de cuisson sur les viandes, les poissons, les légumes et les fruits, noté les temps de cuisson et découvert que si l'eau est salée, la vapeur qui s'en échappe ne l'est pas. Mais comme le dit ce même auteur, Papin ne fut pas lu par les cuisiniers.

L'Amérique précolombienne réserve la cuisson à la vapeur (des viandes et du poisson) aux repas de fête. Au XVIIIéme siècle, les États-Unis inventent, indépendamment des savoirs du vieux monde, un chaudron doté d'un cylindre ou diaphragme troué, un potager destiné à la cuisson à la vapeur de la pomme de terre qui y est largement consommée : la marmite américaine. Elle présente 2 avantages : les pommes de terre sont excellentes et on peut utiliser n'importe quelle eau, n'importe quelle minéralisation, sans compromette la qualité sanitaire et organoleptique des pommes de terre cuites. Antoine Parmentier sait que les pommes de terre ne doivent pas cuire dans beaucoup d'eau. Il expérimente la marmite américaine non seulement pour la pomme de terre mais aussi pour tous les légumes frais, les légumes secs, les châtaignes, les fruits, viandes, œufs et poissons et il est admiratif devant les résultats... les asperges restent fermes, les artichauts sont excellents, etc. J. B. Fournier fera connaitre ce travail dans un texte enthousiaste en 1818. Dès lors cette cuisson se diffuse lentement en Europe, en Russie en 1861, elle est recommandée pour la cuisson du english pudding ,,. En 1862, des hôpitaux allemands adoptent la cuisson à la vapeur dans leurs cuisines, les appareils de cuisson à la vapeur se diversifient, la conserverie industrielle fait d'importants progrès grâce au procédé Morel-Fatio de précuisson à la vapeur,,.

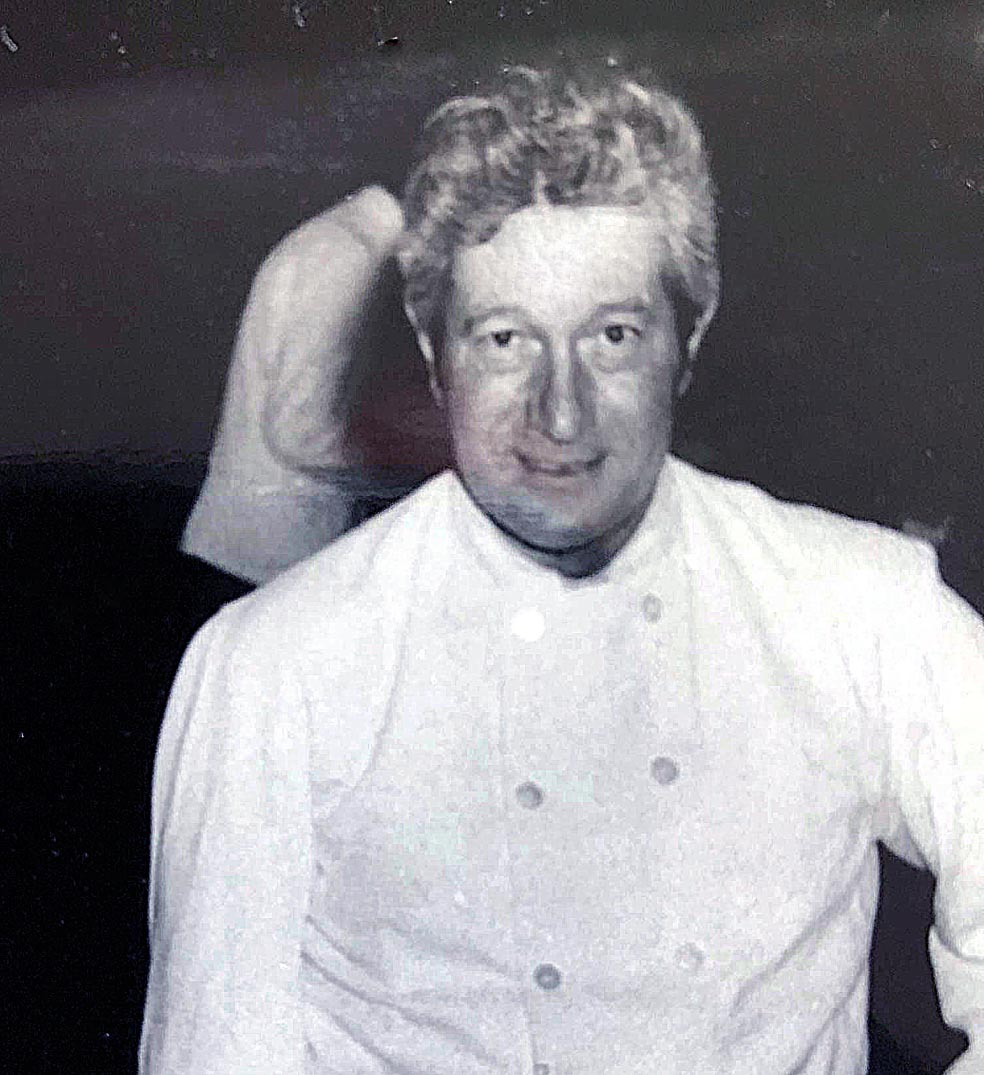
Jacques Manière, photographié dans son restaurant Le Pactole, auteur d'un ouvrage fondateur sur la cuisine à la vapeur.

### Une diffusion tardive en occident
La mention de la cuisson à la vapeur reste marginale dans la cuisine du XIXe siècle. Brillat-Savarin signale son intérêt pour la cuisson des grosses pièces de poisson ou de plusieurs boisseaux de pomme de terre. Il faut attendre la poularde de la Bresse truffée et cuite à la vapeur de Lucien Tendret (cuite posée sur un trépied mis dans une cocote où bout du bouillon de bœuf), et sa durable postérité pour faire la renommée à la cuisson à la vapeur en occident. Plus tard, Marcel Rouff et Curnonsky évoqueront une perdrix à la vapeur et inspireront les recherches de Jacques Manière, de la nouvelle cuisine, et son livre fondateur : Le Grand Livre de la cuisine à la vapeur (1985), traduit en anglais en 1998.

## Avantages et inconvénients
Comme l'a vu Parmentier, les résultats sont excellents et cette méthode permet une cuisson saine indépendamment de la qualité de l'eau disponible. 

### Cuisson à la vapeur sous pression atmosphérique
La vapeur a pour propriété de fournir un chauffage égal et rapide. Sous pression atmosphérique, la température est environ celle d’ébullition (100 °C) qui ne provoque ni caramélisation ni grillade. Une montée en température rapide et l'utilisation d'un panier de cuisson largement perforé limite les pertes en micro nutriments et vitamine C.

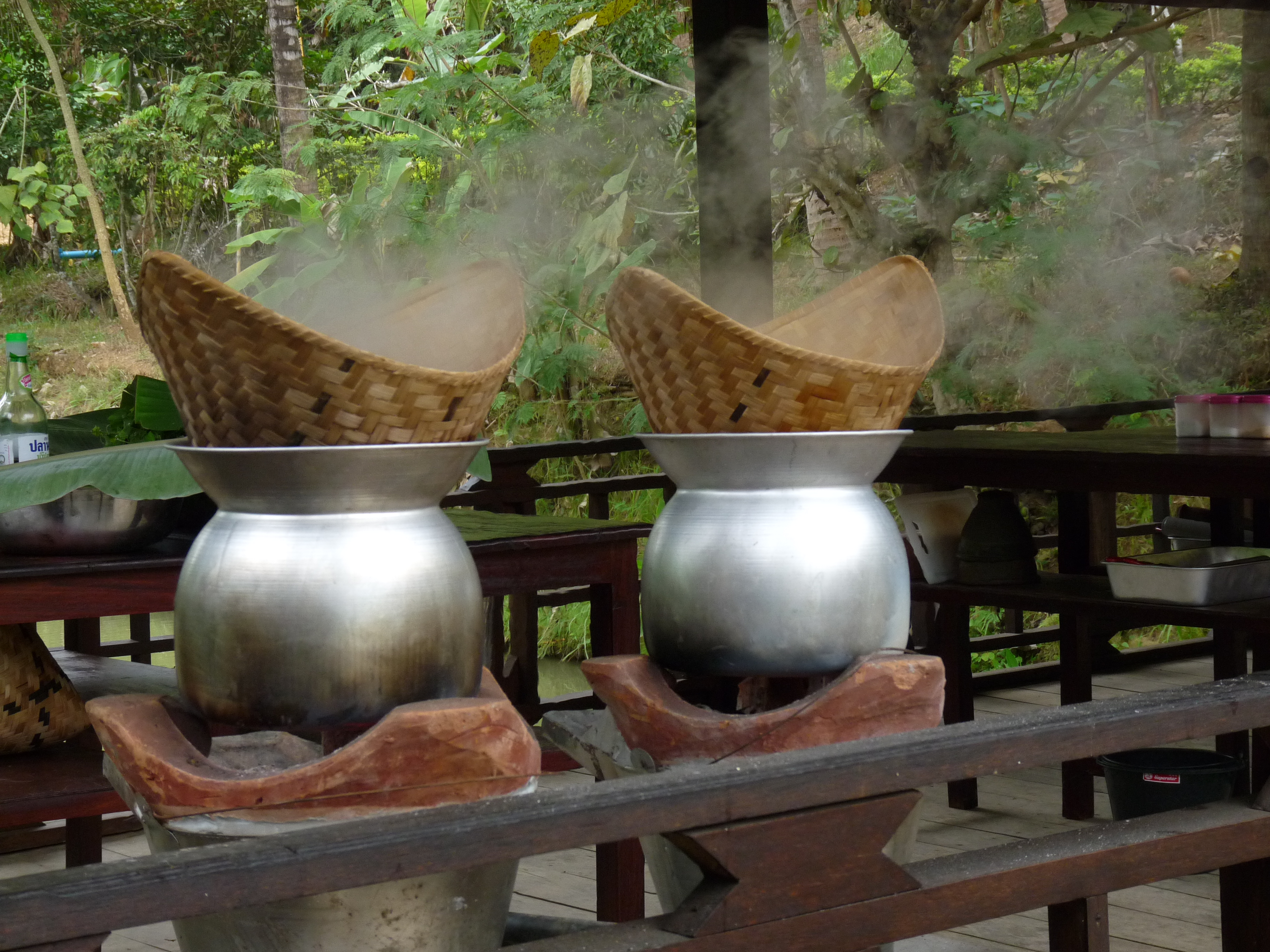
La cuisson à la vapeur du riz au Laos

L'expérimentation a montré chez la courge, le brocoli, les carottes, le chou, l’épinard, les haricots verts et la tomate que la cuisson à la vapeur est la méthode la plus favorable à la concentration de polyphénols et d'antioxydants,. Pour la carotte, le brocoli, le chou vert et divers légumes tropicaux elle retient mieux les vitamines hydrosolubles et les composés phytochimiques que la cuisson à l'eau bouillante,. Les épinards blanchis à l’eau conservent 17% d’acide folique, contre 58% blanchis à la vapeur. Le blanchiment à la vapeur des choux de Bruxelles, des épinards et des endives permet des taux de rétention de vitamine C variant entre 80 et 85 % . Dans ces comparaisons, il est important de rappeler un lien direct entre la destruction des nutriments et la durée de cuisson d'une part et d'autre part que plus le rapport surface/poids d'un légume est élevé, plus faible sera son taux de rétention d'oligoéléments,. 
À l'inverse, chez l'oignon, la cuisson à la vapeur détruit et inverse rapidement l'activité antiplaquettaire de l'oignon cru, le blanchiment à la vapeur provoque une perte de 39% de la teneur en quercétine et de 64% en kaempférol,. 
Du point de vue diététique, il n'est pas nécessaire d'ajouter de gras. Du point de vue organoleptique, pour les mêmes légumes, un jury d'évaluateurs s'est prononcé en faveur de la cuisson à la vapeur concernant la saveur et l'acceptabilité globale. La rétention de vitamine C est significativement plus élevée que celles des légumes bouillis.

### Cuisson à la vapeur sous pression

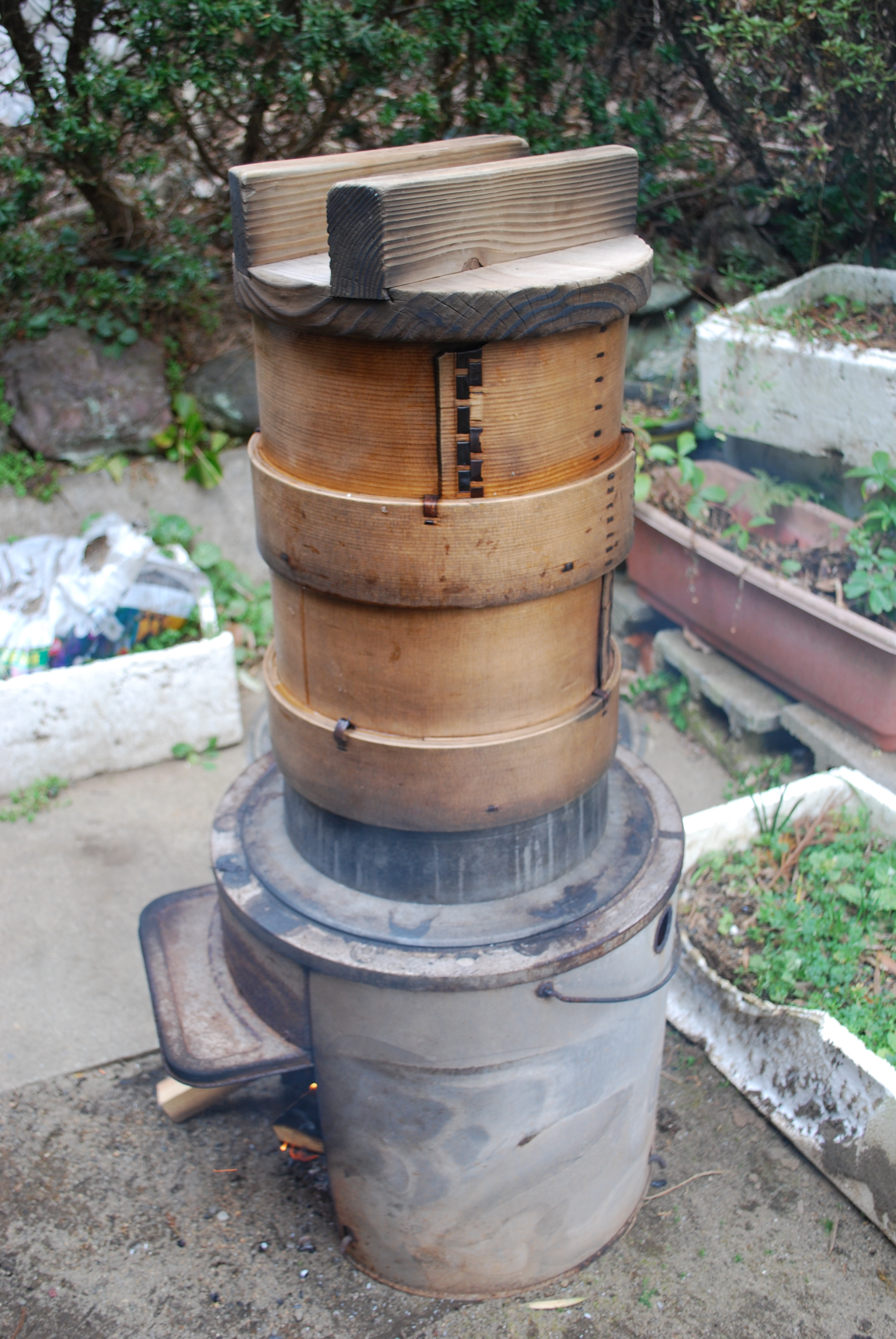
Cuisson à la vapeur du riz glutineux à Katori (Japon).

Le principal inconvénient de la cuisine à la vapeur à pression ambiante est son faible rendement énergétique en petite quantité, même si Jacques Manière remarque qu'on peut faire cuire tout le repas d'un coup puisque le cuit-vapeur à étage ne transmet pas les parfums entre aliments. Le succès des auto-cuiseurs qui cuisent sous des pressions supérieures à la pression atmosphérique est dû au raccourcissement du temps de cuisson, d'où gain d'énergie. En vocabulaire de cuisine, on parle de cuisson à l'étouffée, ou d'étuver.   
Sous pression, la température est supérieure à 100 °C, le temps de cuisson est réduit, et la conservation de la vitamine C est sensiblement améliorée en comparaison de la cuisson à pression ambiante (chez le haricot vert). Il s'agit d'un phénomène complexe qui dépend de la rapidité de la mise en ébullition et qui peut amollir la texture de certains légumes (de la carotte). La cuisson sous pression s'effectue en milieu confiné qui est progressivement vidé de son air pendant la montée en pression, l'absence d’oxygène pendant la cuisson peut modifier la couleur des légumes. Ces inconvénients peuvent être limités par la cuisson mixte (couvercle ouvert puis fermé). En revanche, ce confinement est favorable à la cuisson avec des eaux ou bouillons aromatisés.  
Pour donner des ordres de grandeur, la rétention de vitamine C chez les légumes cuit sous vapeur avec pression est de 72 %, à comparer avec 65 % au micro-onde et 59 % à l'eau. Pour le haricot vert 76 % après cuisson à la vapeur sous pression, 58 % à la poêle et micro-onde et 60 % à l'eau. 

La vapeur à haute pression détruit le réseau amidon-protéine et rend le riz plus collant. La cuisson à la vapeur à très haute température a un effet positif sur la stérilisation et le maintien du pH, la couleur, la texture, et la teneur en vitamine C des végétaux.

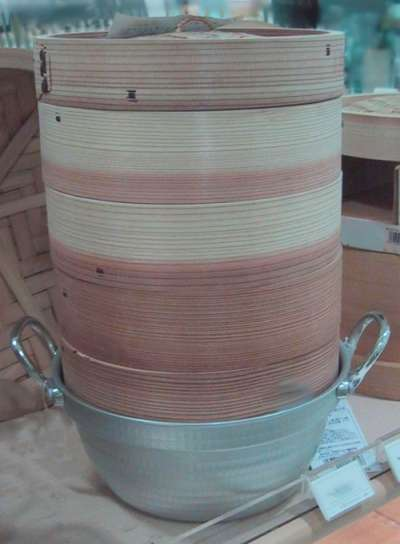
paniers de bambou sur bassine

## Les ustensiles de la cuisine à la vapeur
Ils sont de nos jours diversifiés :
- Le cuiseur vapeur également appelé cuit-vapeur est un appareil ménager dédié, souvent à plusieurs plateaux[55], certains cuiseurs à riz en sont également équipés[56].
- La cocotte-minute, dispose d'un panier qui ne doit pas être immergé, qui permet à la vapeur de diffuser dans l'étage vapeur a une température homogène.
- Le four à vapeur, qui connait des versions mixtes ou combinées associant d'autres modes de cuisson[57].
- Les couscoussiers, et toutes sortes et bacs à vapeur ou panier, paniers de bambou en Asie appelés 蒸笼 (zhēnglóng) en Chine, 대나무 찜기 (daenamoo jjimgi) en Corée, 蒸し器 (mushiki) ou 蒸籠 (seiro) au Japon.
- Les stérilisateurs vapeurs.

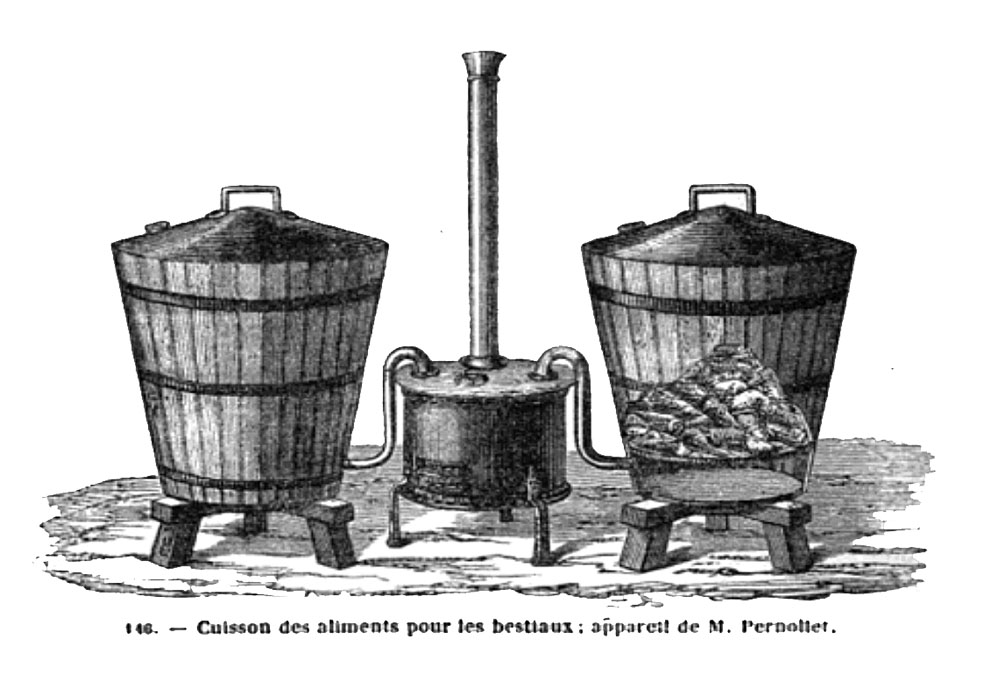
Production centralisée de vapeur, machine de Pernollet (Encyclopédie agricole de Louis Moll - vol.5 1861)

Les équipements professionnels et industriels comprennent un ou plusieurs générateur de vapeur d'eau centralisé qui travaille avec une eau osmosée de façon à éviter l'entartrement qui alimentent les cellules de cuisson, cuiseurs et autres marmites. Ces appareils travaillant à haute température et sous pression. Les chefs actuels trouvent avantageux de pourvoir cuire plusieurs aliments ensemble dans le même ustensile sans qu'ils n’échangent pour autant leurs saveurs.
En Chine où la cuisson à la vapeur est surtout appliquée aux viandes, poissons et pains, il existe des cuit-vapeur de grande dimension avec des paniers largement troués destinés aux grosses pièces.
Un ustensile simple permet d'adapter la cuisson à l'aliment en jouant de la mise en température (liquide froid en début de cuisson ou déjà bouillant), couvercle fermé ou plus ou moins ouvert, Jacques Manière maintient au chaud sans cuire avec un liquide chaud mais non bouillant et un couvercle 1/2 ouvert.

### La vapeur douce
Jacques Manière préconise de cuire les légumes « à la vapeur douce, fluente, qui n'atteint pas 100 °C, constante et également répartie, la vapeur douce ne trahit pas le goût », pour ce faire, il règle la température en jouant de l'ouverture du couvercle du compartiment de cuisson. Divers ustensiles aménagent la cuisson sous pression atmosphérique ambiante : couscoussier ou cuiseur à couvercle bombé pour que l'eau de condensation ne s'écoule pas sur les aliments, cuiseur avec thermostat qui maintient le compartiment de cuisson à moins de 100°. Ils sont promus sous le terme vapeur douce (en anglais soft steam cooking, ne pas confondre avec soft boiled egg œuf à la coque) par opposition à la vapeur sous pression,. 

### La cuisson à la vapeur combinée.
La cuisson à la vapeur peut n'être qu'une étape de la cuisson, souvent la précuisson dans la cuisine chinoise, ou le passage à la vapeur avant fumage du poisson en Afrique de l'ouest. Elle peut aussi être simultanée avec un autre mode de cuisson : Les fours vapeur combinés ou combi ou encore multifonction (souvent micro-ondes combiné à vapeur) offrent la possibilité d'associer la vapeur aux autres modes de cuisson des fours. Ils réduisent les temps de cuisson, et donnent de bons résultats avec la pâtisserie, le pain, les viandes. Ils sont appréciés par les professionnels pour étuver, ébouillanter, pocher, blanchir, cuire, régénérer.

### La cuisson double vapeur
Dans la cuisine traditionnelle chinoise on parlait de cuisson double vapeur (aussi improprement de double cuisson à la vapeur) 双蒸 (Shuāng zhēng), 腊味双蒸 (Làwèi shuāng zhēng) pour un braisage en cocotte à couvercle étanche placée dans un four à vapeur ou un cuiseur à vapeur, autrement dit un braisage bien confiné à presque 100° en ambiance humide. On démarre la cuisson à froid. Cette méthode était réservée aux plats de haut gout : soupe de poule noire à la double vapeur, soupe coréenne au ginseng, soupes d'herbes, elle est réputée conserver les saveurs et les nutriments,.  
Double vapeur, triple vapeur désignent aussi les double ou triple distillations des vins de riz.   

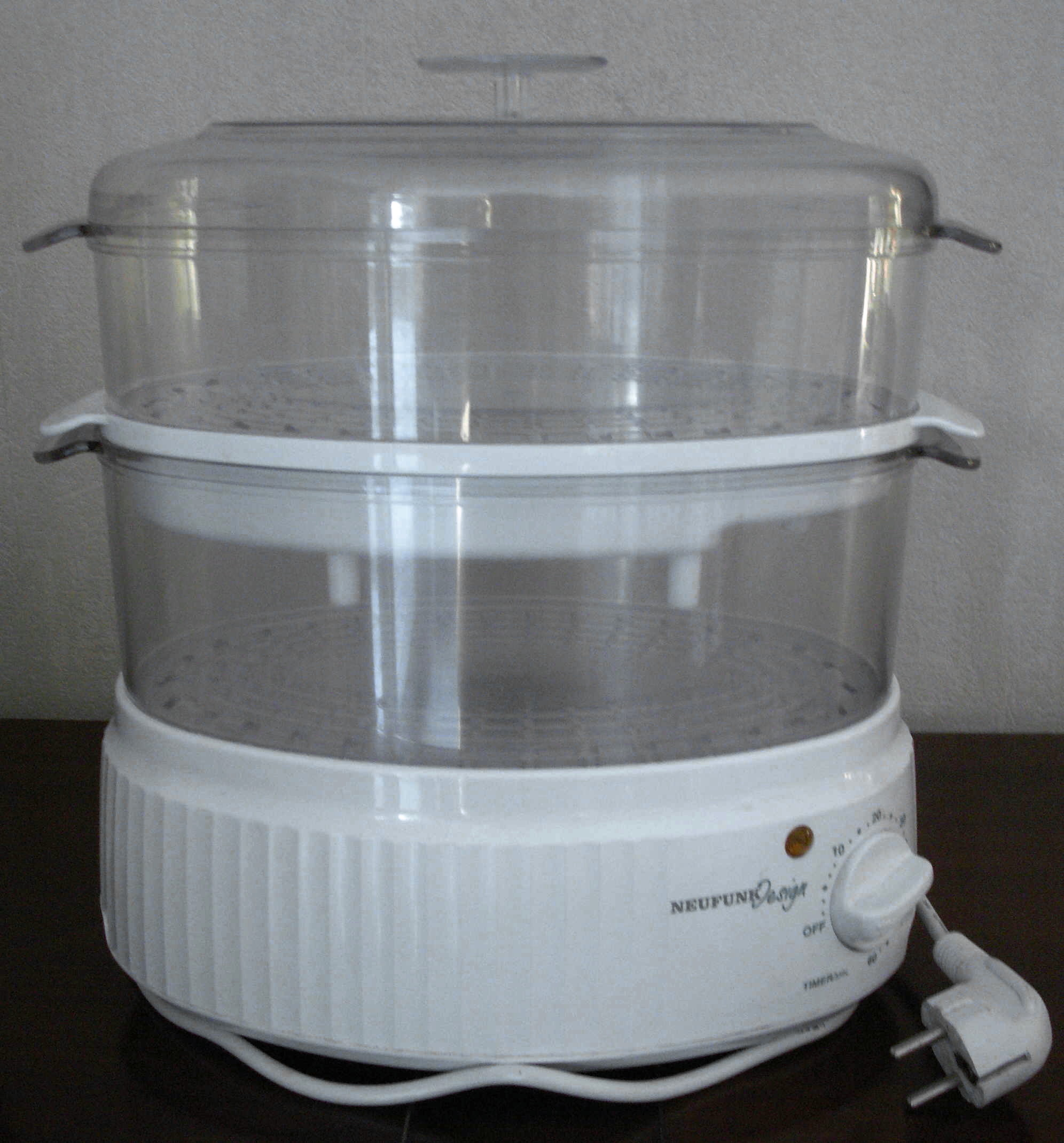
Cuiseur à vapeur domestique à 2 étages

### Synergie avec la préparation des aliments
Hélène Franconie pose, à propos du couscous, l'hypothèse qu'il n'y aurait pas de cuisson à la vapeur des céréales sans l'invention du tamis : la préparation des graines de semoules et des farines de céréales agglutinées (la même remarque vaut pour les tubercules) est liée à la cuisson à la vapeur. Cette hypothèse peut être généralisée aux pâtes de farine asiatiques destinées à la cuisson à la vapeur : petits pains mantous, pates farcies baozi. Bouillir et cuire à la vapeur, base de la tradition culinaire est-eurasienne, entraîne la présence exclusive de meules sur pied presque plates à partir de sites du néolithique ancien.

### La pré-cuisson à la vapeur
En grande cuisine chinoise la réalisation des plats se fait en 2 étapes séparées par un découpage des ingrédients. La première étape, après la préparation (épluchage, marinade, macération etc.) consiste à donner des formes, des couleurs et des consistances. Les aliments sont soumis à plusieurs cuisson. La cuisson à la vapeur intervient dans les précuissons ou dans les cuissons ultérieures selon les aliments,.

## Le liquide mis à ébullition
La cuisson à la vapeur respecte le gout des aliments mais elle peut aussi les aromatiser selon la composition en éléments volatils du liquide mis en ébullition. Certains auteurs disent qu'un bouillon bien relevé ne sert à rien d'autre que parfumer la cuisine, mais les mêmes reconnaissent l'intérêt d'aromatisants volatiles, comme les vins et alcools. 

### Les bouillons et eaux aromatisées

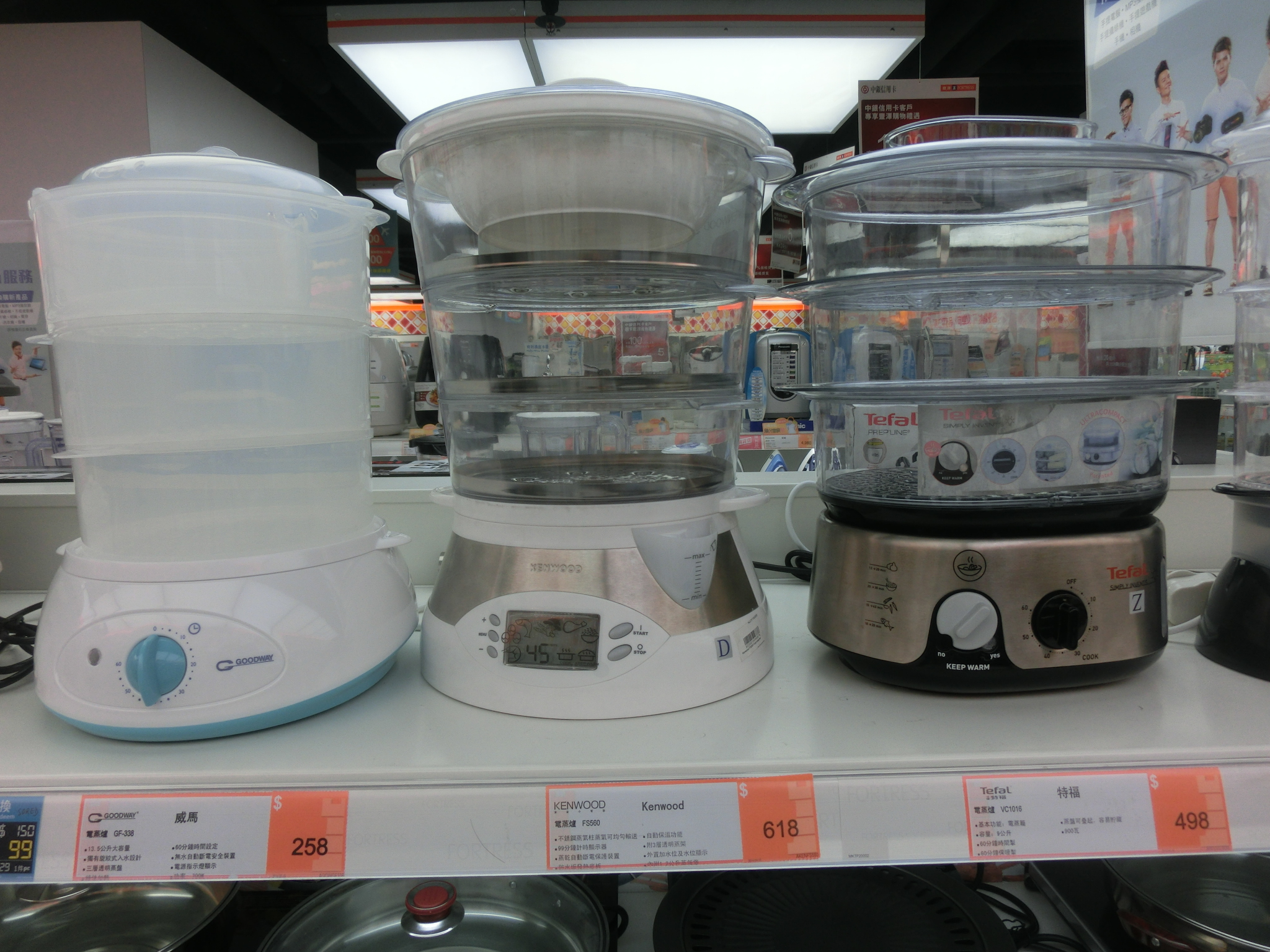
différents cuiseurs à vapeur à Hong-Kong

Les eaux aromatisées au citron, à la moutarde, au gingembre, à la muscade, thym et laurier sont recommandées pour les légumes ; les herbes et épices pour les céréales ; la cannelle, les agrumes, le thé vert, le vin doux, le cognac et autres liqueurs pour les fruits, oignon, carotte, céleri ; le laurier pour les viandes ; moitié eau et moitié vin blanc sec, aromates, algues, pour le poisson,. Le liquide en ébullition peut être parfumé avec quelques gouttes d'huile essentielle, dans ce cas elle est ajoutée 5 min avant la fin de la cuisson.
Certaines plantes aromatiques riches en huiles essentielles conviennent à la cuisson à la vapeur par exemple la feuille de combava (moules à la vapeur de combava, truite à la vapeur de combava),.

### Le thé et la bière
L'infusion de thé vert, noir ou fumé est souvent utilisée comme source de vapeur, pour cuire le poisson comme à Okinawa, mais aussi avec des poires,. 
La bière est également utilisée comme source de vapeur : au Viêt Nam le crabe à la vapeur de bière Cua hấp bia s'aromatise de citronnelle et de gingembre, et au Japon les palourdes japonaises à la vapeur de bière,. 

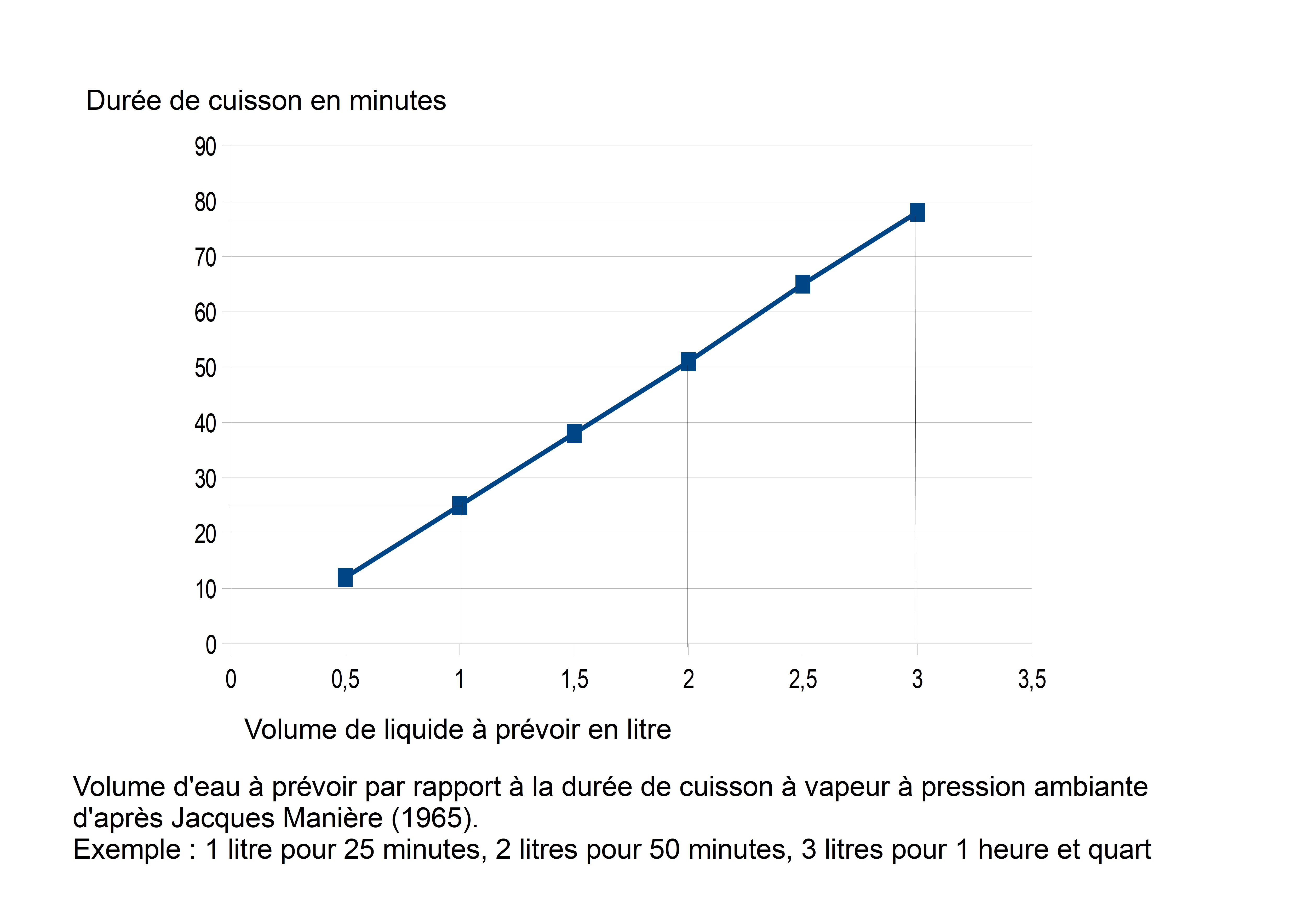
quantité de liquide à prévoir en fonction de la durée de cuisson à la vapeur à pression ambiante d'après Jacques Manière (1965)

### Les laits
En cuisine malaise le riz cuit à la vapeur de lait de coco est renommé. En cuisine ayurvédique la poudre de piment est cuite à la vapeur de lait.

### Le contrôle du niveau de liquide
Les ustensiles de cuisson simples ne permettent pas de voir le niveau du liquide en ébullition. L’accident classique est de manquer de liquide et de brûler le chaudron. Pour savoir s'il y a toujours du liquide dans leurs alambics le marocaines mettent quelques pièces de petite monnaie dans la cuve, quand on n'entend plus les pièces frapper la cuve c'est qu'il n'y a plus d'eau. Jacques Manière donne une table du rapport linéaire volume de liquide / temps d’ébullition : 1 l de liquide permet une cuisson de 25 min, 1,5 l pour 38 min, 2 l pour 50 min, etc.

## La cuisson à la vapeur et les aliments

### Lescéréalesetpseudo-céréales

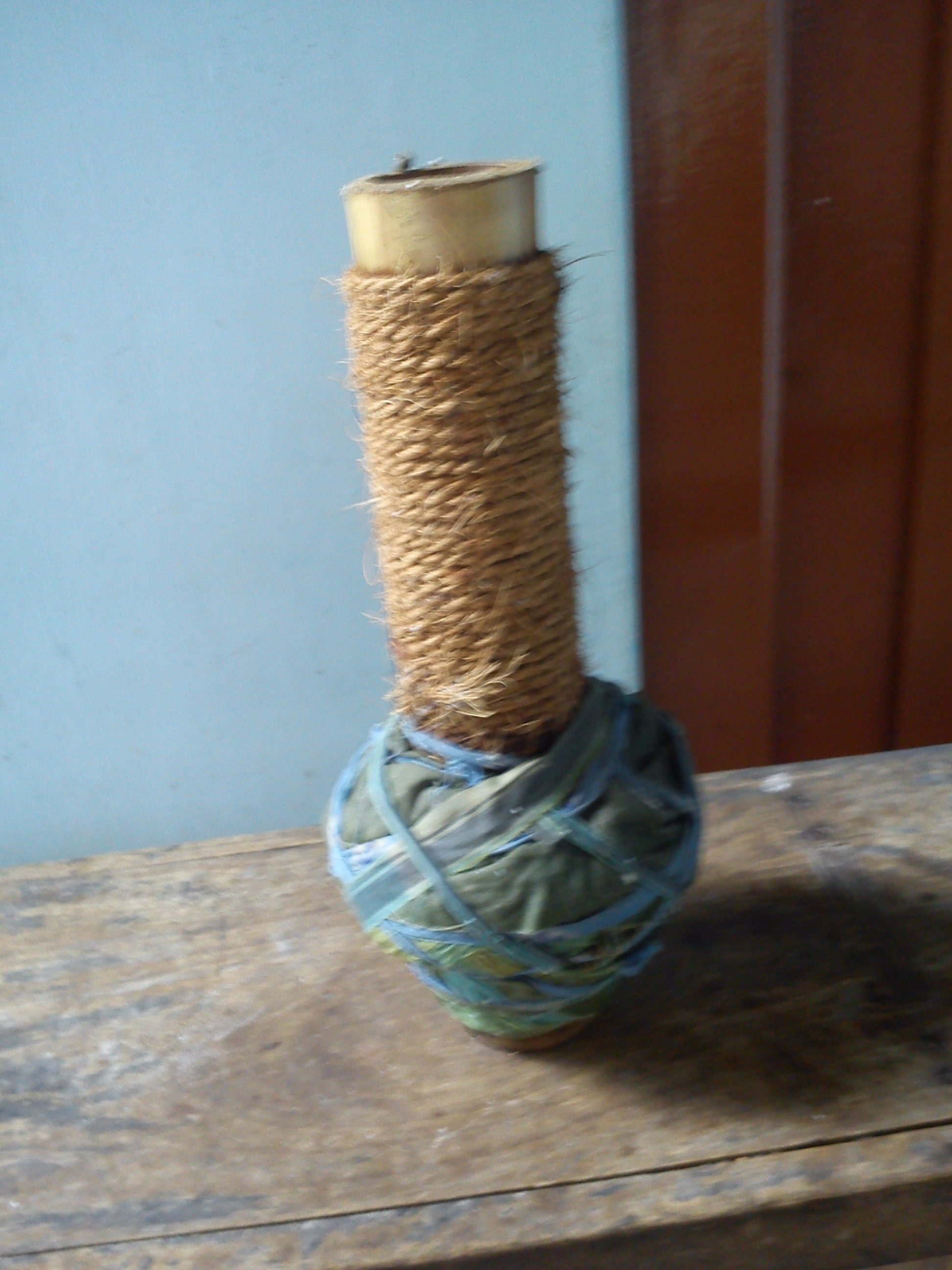
tube pour la cuisson à la vapeur du pittu, mélange de farine de riz et de farine de coco (Inde)

Dans sa reconstruction de l'évolution des modes de cuisson, Robert James Forbes distingue comme choix primitif l'alternative entre la conduction directe ou indirecte de la chaleur : la cuisson à la vapeur, ou à l'eau sont les deux modes primitifs de cuisson à conduction indirectes. À travers les restes cuits et la forme des ustensiles du cuisson on déduit que la cuisson à la vapeur et la cuisson à l'eau bouillante sont propres à l'Eurasie de l'Est. L'ouest depuis le croissant fertile avec ses céréales riches en gluten, comme le blé et l'orge, préfère les cuissons à sec. En Amérique, le maïs est consommé après transformation en pâte cuit à sec sous forme de tortillas.    
La digestibilité de l'amidon est améliorée par la cuisson à la vapeur. Le mil, les millets, le riz, le sarrasin, le soja, le sorgho, sous forme de couscous à gros grains, de caakri sont principalement cuits à la vapeur,,. Jane Cobbi (1981) suggère que les premières bouillies primitives étaient des mélanges de céréales et de tubercules (taro).

#### Les pâtes cuites à la vapeur
Cette technique est appliquée à la cuisson des farines, pâtes, pains, et granulats (couscous, boulghour, polenta),. La cuisson de pâtes de céréales se rencontre en Inde, le இட்லி  (idli (ittali)) dont il existe de nombreuses variétés, est un petit gâteau de pâte de riz et de légumes fermentée cuite à la vapeur . Au Kerala et au Sri Lanka பிட்டு  (pittu) ou pudding indien est un mélange de farine de riz et de farine de noix de coco cuit à la vapeur dans un long panier cylindrique .    

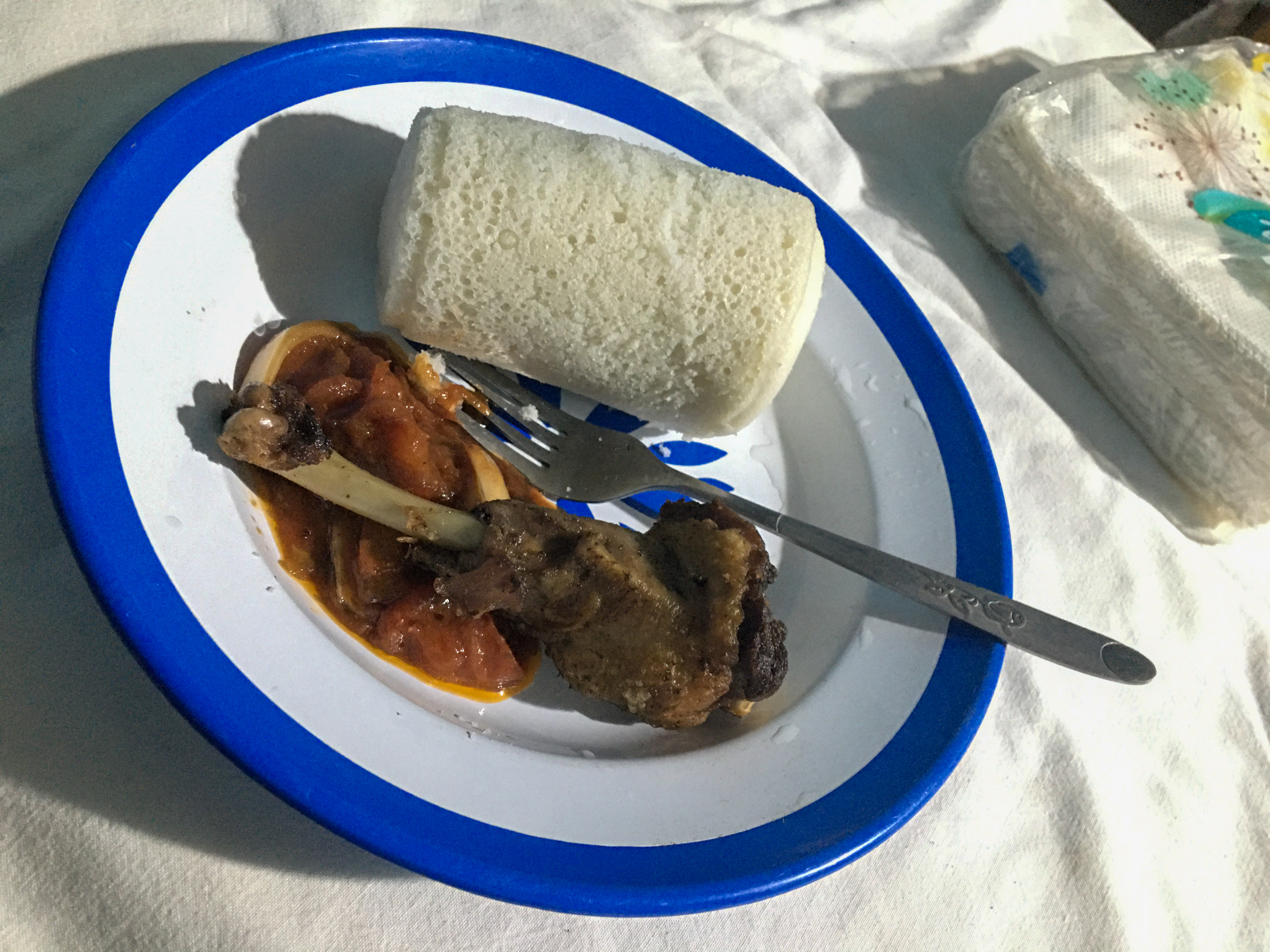
Ablo, pain de riz et/ou de maïs, d'Afrique de l'Ouest cuit à la vapeur

De même, les brioches fourrées baozi, jiaozi (bien que généralement plutôt bouillies et éventuellement grillées le lendemain), goubuli de Tianjin, les pains mantou, ou de nombreux dimsum de la cuisine cantonaise (wontons, siumai...), les xiaolongbao de Shanghai, les bánh bao au Vietnam. Les nikuman japonais tout comme les raviolis au mouton d'Asie centrale mantı, mantes, منتو (mentu), مانتا (manta) se cuisent à la vapeur.    
Les pâtes à l'italienne ne le supportent pas, même si la créativité transalpine donne de la pâte à pizza cuite à la vapeur et des spaghettis en vessie, comme à la vapeur,.   
La digestibilité des flocons d'avoine ou de maïs du petit déjeuner est améliorée par un traitement à la vapeur avant dessiccation, de même en alimentation du bétail,,. Les épis de maïs doux se cuisent à la vapeur 20 min.

#### Le pain cuit à la vapeur
Une étude des petits pains de riz ou de maïs cuit à la vapeur (aboloo au Ghana, ablo au Bénin, Togo, Côte d'Ivoire) en Afrique de l'Ouest littorale montre que les motivations du choix de cuisson sont multiples : la texture, le goût, l'apparence et l'odeur (odeur de fermentée, odeur de riz),. Le pain de farine de blé cuit à la vapeur est une spécialité traditionnelle chinoise: les petites boules de pain mantou sont cuites pendant 20 min avec un départ de cuisson à l'eau froide, la montée en température jusqu'à ébullition permet une cuisson homogène et donne une texture moelleuse, dans un cuiseur à pression ambiante dont on peut ouvrir le couvercle pour vérifier le degré de cuisson (ils doivent être souples sous le doigt)[réf. nécessaire].

#### Le riz cuit à la vapeur
Le riz est lavé (en Chine, on dit jamais plus que 3 fois), trempé 30 min. Il est ensuite mis à précuire 15 minutes dans de l'eau bouillante - on peut y ajouter un peu de vinaigre bien transparent, très peu de sel et quelques gouttes d'huile d'arachide. Le rapport eau/riz est 1.5 d'eau pour 1 de riz (le ratio est 1.2 si la cuisson est fait au micro-onde). Passez le riz chaud dans le panier de cuisson équipé d'un linge, laisser égoutter, mettre à cuire à l'étage cuisson du cuit-vapeur. La durée de cuisson est 30 min. 
Le riz glutineux est trempé au minimum 4 heures puis versé dans le panier vapeur et couvert avec un couvercle. La cuisson vapeur est de 20 min.

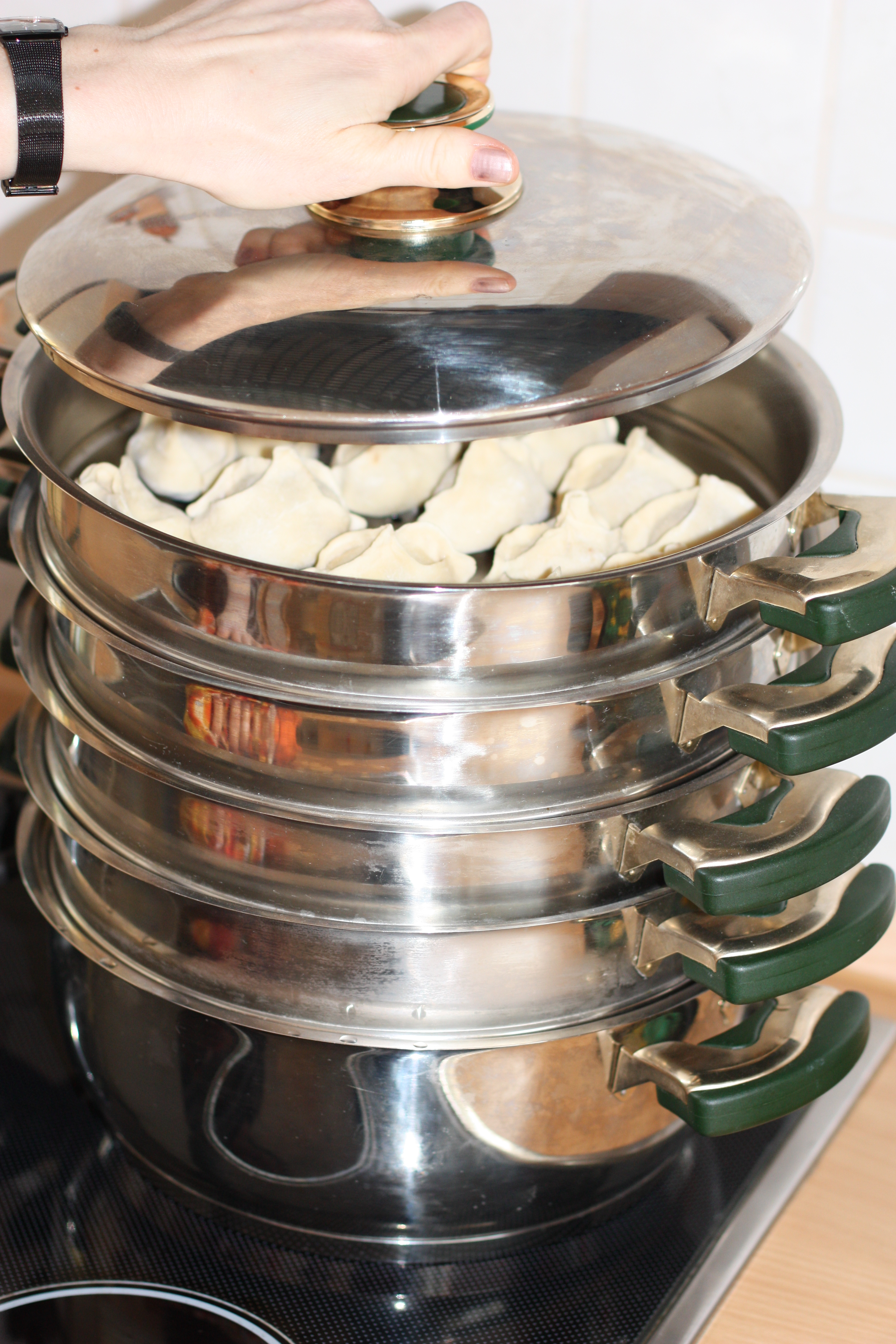
Les mantis (raviolis) d'Asie centrale se cuisent dans un mantovarka.

### Lestubercules
Il existe à Java une préparation traditionnelle du manioc jeune, tendre et épluché le peujeum, par cuisson à la vapeur puis fermentation en présence d'épices et d'éleusine. L'attiéké est un manioc réduit en grains fermenté lavé et séché puis cuit à la vapeur, comme un couscous, largement apprécié dans le Sud de la Côte d'Ivoire. L'attiékè-gari est une forme de gari (farine de manioc appelée tapioca au Cameroun) facile à cuisiner au couscoussier, populaire au Bénin, Cameroun, Togo, Ghana,.
Le poi polynésien est une racine de taro épluchée cuite à la vapeur qu'on laisse fermenter. En Afrique, la banane plantain se cuit à la vapeur dans une feuille de bananier (omuwumbo). L'indice glycémique de la chair de patate douce cuite à la vapeur 63 ± 3,6 est inférieur à la cuisson au four (64 ± 4,3) et au micro-ondes (66 ± 5,7). La patate douce peut se décolorer cuite à la vapeur, de même le noircissement après cuisson à la vapeur peut affecter certaines variétés de pomme de terre. C'est pourquoi on utilise pour la cuisson à la vapeur les variétés à chair ferme recommandées. La pomme vapeur ou pomme à l'anglaise respecte un tournage à 7 côtés dans la cuisine classique.

### Les légumes frais, l'ail etles légumes verts
Le temps de cuisson des légumes frais est de 10 min pour les légumes verts et de 15 minutes pour les autres légumes et les féculents. Afin de limiter la surface de contact avec l'air pendant la cuisson et l'oxydation des légumes, il est recommandé de ne pas les couper et petits morceaux.
D'une cuisson délicate les légumes verts gagnent à être cuit à atmosphère ambiante, qui permet le contrôle de cuisson en soulevant le couvercle et en piquant avec une fourchette, c'est le cas des asperges, des épinards, du fenouil. La cuisson à la vapeur est utilisée pour les fragiles spaghetti de courgette. 
L'ail cuit à la vapeur est le plus abondant en composants aromatiques (avec des aromes supplémentaires par rapport à l'ail frit: le 2-méthyl-3-furane, et 9 composés aromatiques modifiés supplémentaires dont l'octanal) que l'ail frit, que l'ail bouilli (3 aromatiques importants) et que l'ail rôti. 

### Les graines des légumineuses (haricot, pois, fève…) fraîches, les légumes secs
Le trempage des légumes secs est recommandé avant de les cuire à la vapeur : trempage court (3 h. pour les pois cassés ou les lentilles), trempage moyen (6 h.) pour les autres et jusqu'à 24 h. pour les difficiles à cuire comme les fèves ou les haricots d'Espagne blancs (judiones).

### Les œufs

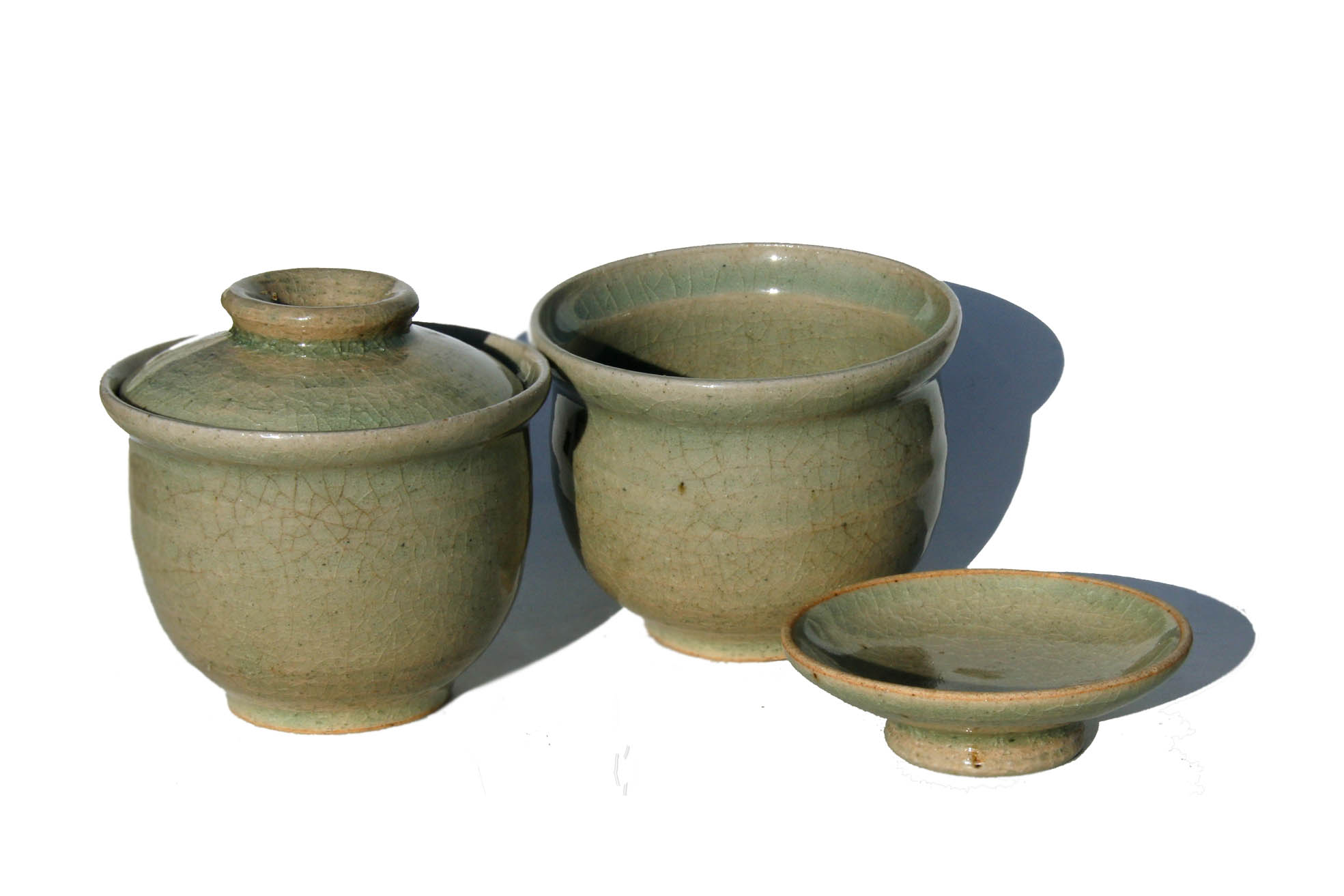
Pots japonais pour cuisson des œufs à la vapeur.

Les œufs cuits à la vapeur peuvent être 
- soit l'application de la cuisson à la vapeur aux recettes qui utilisent traditionnellement d'autres formes de cuisson (coque, mollet, dur, au plat...)[120], l’avantage de la cuisson à la vapeur (mettre les œufs dans le panier quand l'eau bout) est de rendre les œufs durs plus faciles à écailler. En 6 min, on obtient un œuf mollet, en 11 min,  un œuf dur[121]. Les œufs ne se choquent pas et ne cassent pas[121].

- soit plus précisément les recettes asiatiques d’œufs battus avec de l'eau, un bouillon ou même du lait puis cuits dans la compartiment vapeur d'un cuit-vapeur : œufs chinois cuits à la vapeur, œufs à la vapeur à la japonaise ou chawanmushi, à la coréenne ou gyeran-jjim.

### Les viandes
Les viandes riches en collagène gagnent en tendreté cuites à la vapeur. À ce titre le bœuf façon pot-au-feu ou le veau en blanquette sont particulièrement adaptés à ce mode de cuisson. Comme le note Stéphan Lagorce la viande de volaille, de veau ou de porc perd ses graisses et la viande n'est pas saisie, elle conserve donc tous ses arômes, bons ou mauvais : il conseille de ne cuisiner à la vapeur que des viandes de très bonne qualité.  
Les graisses et l'eau de végétation s’égouttent dans la liquide de cuisson qui est récupéré et utilisé par exemple comme fond de sauce.

### Les poissons, coquillages, crustacés

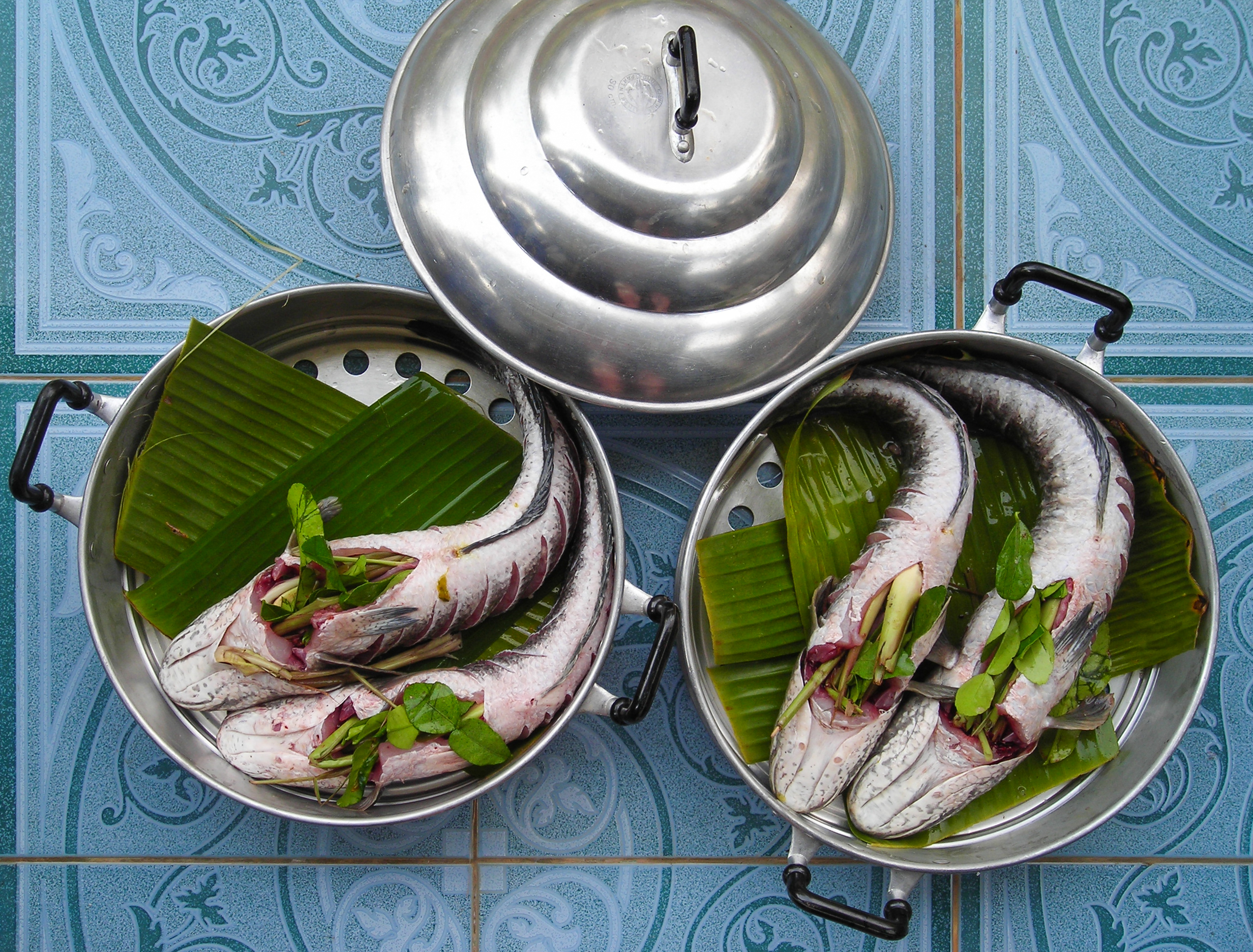
cuisson à la vapeur du poisson sur lit d'herbes (Thaïlande)

La cuisson à la vapeur est spécialement adaptée aux poissons blancs dont la chair est fragile, davantage qu'au poissons gras.   
Au Japon, les poissons blancs, crustacés et coquillages sont aspergés de saké avant d'être mis dans le panier de cuisson de façon à réduire l'odeur de poisson.  
Nombreuses recettes recommandent la cuisson à la vapeur d'algues, y compris pour les coquilles saint-jacques,. Et bien entendu la vapeur de court bouillon au vin blanc ou au vin blanc relevé d'ail, persil, etc.  notamment pour les moules. La vapeur de bière cuit le homard. Les livres de cuisine du poisson proposent la barbue à la vapeur de sauge, le cabillaud à la vapeur d'aneth. Le chef Jean Sulpice cuit l'omble chevalier à la vapeur de sapin, et le chef Marc Veyrat ses langoustines à la vapeur de racine de primevère,.

### bibliographie
- Mémoires d'agriculture, d'économie rurale année 1786 trimestres d'hiver, Paris, Cuchet, 1786 - Présentation de la marmite américaine à l'Académie d'Agriculture de France en 1786 par Mmrs le duc de Liancourt, Saint-Jean de Crévecœur et Cadet de Vaux

extrait :  « La Marmite Américaine n'était pas destinée qu'à la cuisson des Pommes de terre; M. Parmentier l'applique à celle des légumes & plantes potagères,... les Choux, les Epinards... sont très-savoureux cuits à sa vapeur. Quant aux.. Navet, Panais, Carotte, Salsifis, Oignon, Betterave, &c., les Poires, les Pommes, & tous les fruits qui contiennent un principe sucré; on conçoit combien il y a d'avantages à les cuire dans la Marmite Américaine, elle leur conserve toute leur saveur que la décoction épuise.  Les légumes secs tels Pois, Haricots verts & blancs, Lentilles, Féves de marais, &c., cuisent parfaitement par ce moyen; 2 heures suffisent... La Betterave, si lente à cuire, est cuite en moins de 3 heures...  un des avantages particuliers de cette manière de les cuire est qu'elles restent fermes sous les dents, qualité que l'on recherche dans certains végétaux, & surtout dans l'Asperge. Cette dernière ainsi que l'Artichaut, cuits de cette manière, conservent leur couleur verte ordinairement altérée par la décoction.. ». 
- Gault et Millau se mettent à table, Paris, Stock, 1976

extrait : « Jacques Manière raconte… la cuisine à la vapeur est vieille comme le monde, … elle assure une parfaite maîtrise des cuissons, garde aux aliments leurs vrais gout et permet la cuisson la plus saine possible… il n'y a pas meilleur foie gras que celui cuit à la vapeur ». 
- Super facile Cuit vapeur, Orathay, Marabout, 2019, 144 p. Petit livre concis, agréablement illustré avec 69 recettes